# 稚雲琴譜
《稚雲琴譜》，古琴譜，清道光二十九年，曹稚雲作。曹稚雲，名錇，浙江人，工琴及畫，間有畫本流傳，但無琴的著述。

## 琴譜介紹
道光末年起，四川彈琴的人漸多，現時四川琴人及著《天聞閣琴譜》的唐銘彝都說是曹稚雲遊幕在四川時所宣導的結果。
此譜無序跋，無譜目，“有道光己酉二十九年抄於賓城得山樓上”的題記，各冊內並題“稚雲琴譜”字樣，有“曹錡”、“稚雲”、“西青”、“曹稚雲”、“茶儂”、“隱桐書屋”、“稚雲書畫”、“曹稚雲畫”、“海琴橫床”等印章，可見這是曹稚雲手抄之譜，但與《天聞閣琴譜》所收曹稚雲諸譜，不甚相符。